# Mario Aldo Montano
Mario Aldo Montano (* 1. května 1948 Livorno, Itálie) je bývalý italský sportovní šermíř, který se specializoval na šerm šavlí. Pochází ze šermířské rodiny. Otec Aldo Montano, bratranci Carlo Montano, Mario Tullio Montano a syn Aldo Montano reprezentovali Itálii v šermu šavlí.
Itálii reprezentoval v sedmdesátých letech. Na olympijských hrách startoval v roce 1972, 1976 a 1980 v soutěži jednotlivců a družstev. V soutěži jednotlivců obsadil na olympijských hrách 1976 páté místo. V roce 1973 a 1974 získal titul mistra světa v soutěži jednotlivců. S italským družstvem šavlistů vybojoval na olympijských hrách jednu zlatou (1972) a dvě stříbrné (1976, 1980) olympijské medaile a s družstvem obsadil dvakrát druhé místo (1974, 1979) na mistrovství světa.